# 朝鮮洪鰩
朝鮮洪鰩（學名：Hongeo koreana），為軟骨魚綱鰩目鰩科洪鰩屬的一種，被IUCN列為極危保育類動物，分布於西北太平洋朝鮮半島西南方海域，深度30至180公尺，本魚吻部相對較短、深且略鈍，嘴呈微拱形且很大，有51排牙齒，五對鰓裂，兩個背鰭，彼此靠近且近尾尖，還有一個小而低的尾鰭，尾巴比身體長度短，腹部中線有一條凹槽，尾部有發達的側褶，延伸至尾尖，雄魚和雌魚的顏色略有不同，雄魚整體上比雌魚更黑，但除此之外，顏色看起來非常相似。雌魚背部呈棕色，有散佈的深棕色斑點和不明顯的斑紋，腹面為黑色/棕色，鼻孔和鰓裂周圍為灰色，尾巴的背面是棕色，有3條棕色帶和深棕色斑點，而尾巴腹面是灰色，尾部背面中線處有一排明顯的刺，體長可達76公分，棲息在沿海海域，為底棲性魚類，肉食性，卵生，生活習性不明，是韓國南部商業價值較高的漁業目標魚種，在韓國料理種係一種發酵鰩魚菜，以其濃烈、辛辣的香氣和因魚軟骨而難以下嚥的質地而聞名。